# El jardí abandonat
El jardí abandonat és una obra de teatre de Santiago Rusiñol publicada l’any 1900, amb aplicacions musicals de Joan Gay. És un quadre poemàtic on el jardí simbolitza la lluita entre l'individu i la realitat i constitueix una de les obres més significatives del teatre modernista català de tendència simbolista.

## L'obra

### L'obra més simbolista de Rusiñol
Arran de la traducció que Santiago Rusiñol va fer d’algunes obres de Baudelaire a finals del segle xix, el simbolisme francès va impregnar les seves primeres obres: Anant pel món (1896), Oracions (1897), Fulls de la vida (1898), El jardí abandonat (1900) i Cigales i formigues.
Tres anys abans, a L’alegria que passa Rusiñol hi plantejava el conflicte sempitern entre l'artista i la societat, la poesia i la prosa, l'espiritualisme i el materialisme, a través d'una escenografia i d'uns personatges altament simbòlics. És el mateix tema que tracta a El jardí abandonat, l'obra més genuïnament simbolista de Santiago Rusiñol, i a Cigales i formigues, en què el didactisme i l'humor paròdic acaben rebentant des de dins el codi simbolista.
Es tracta, doncs, d’una peça lírica en la qual el jardí representaria aquest món poètic ideal, aquest paradís immaterial i atemporal de l'artista, que es veu amenaçat pel món quotidià, la prosa, la societat consumista i mancada d'esperit.
Els personatges han de llegir-se en clau simbòlica. L'essència de la poesia estaria personificada per les tres protagonistes femenines de l'obra: la Marquesa, la seva neta Aurora i la cambrera Gertrudis. Sobretot Aurora, que es casa simbòlicament amb el jardí, en haver rebutjat als seus pretendents. Un d'ells és Lluís, un jove prometedor que personifica el progrés i que vol obrir les portes al món a Aurora. Aquesta, en acomiadar-se d'ell, li regalarà una flor, que simbolitza el diàleg entre tots dos mons, doncs el món modern necessita a la poesia com a bàlsam i consol. El mateix ocorre amb l'altre protagonista masculí, Ernest, que ve a ser l'àlter ego de Rusiñol, doncs és un artista vital i intel·lectual lligat al món de la prosa que haurà de renunciar a la dona-poesia, però que es consolarà sabent de la seva existència.

### Decadentisme
Amb aquesta obra, per tant, Rusiñol mostra una conciliació entre la prosa i la poesia. El caràcter místic i màgic del jardí es veu accentuat pel cor de fades que obre i tanca l'obra, i l'estètica decadentista s'observa, entre altres aspectes, en la creació dels esmentats personatges i en la inclusió d'alguns episodis explicats des d'una perspectiva refinada i malaltissa, molt del gust maeterlinckià, a més d'en la concepció del jardí com un cementiri per la seva atmosfera silenciosa i crepuscular i el seu aspecte de ruïna i abandó.
El jardí abandonat planteja una possible via de sortida al conflicte artista-societat des del moment que la poesia, reclosa en l’àmbit de l’ideal, és reconeguda pels principals representants del món de la prosa com un element indispensable per a la pervivència del món real.
El quadre poemàtic vehicula una reflexió al voltant de la contraposició decadentisme/vitalisme que acaba amb una possible conciliació dels dos termes. Uns anys més tard, Rusiñol d’alguna manera es retractarà d’aquest optimisme a El pati blau, renunciant definitivament a qualsevol esperança de reconciliació.

## Història
L’obra té el seu precedent immediat en un poema en prosa titulat Als jardins abandonats que Rusiñol havia publicat a Oracions l'any 1897.
La primera referència de l’obra és una lectura pública que el mateix autor va fer l'estiu de 1899 en el marc d’una reunió a l'Agrupació Catalanista de Sitges. El llibret el va publicar la tipografia de L’Avenç a principi d’abril de 1900 i, al cap de dos mesos, Adrià Gual en va fer una lectura pública a la Sala Parés, en el marc d’una exposició de Ramon Casas, acompanyada de la interpretació de les il·lustracions musicals que Joan Gay havia compost per a l’obra, de la qual Josep Roca i Roca en va fer una crònica a La Vanguardia. La lectura va tenir un èxit total de públic, la qual cosa demostra que a poc a poc s'havia aconseguit afermar el reconeixement de l'artista modern.
Però l’obra no es va arribar a estrenar durant el modernisme i el 1928 se’n va fer una única representació en una sessió d’homenatge a Santiago Rusiñol al Teatre Romea. Degut a la manca d’originals, l'empresari del teatre, Salvador Canals, va accedir a incloure l’únic drama de l'escriptor que mai no havia estat representant. L’obra es va estrenar la nit del 28 de maig de 1928 per la companyia de Maria Vila i Pius Daví i no va tenir un gran èxit de públic perquè, el que dues dècades enrere era modernitat, ara no s'adaptava a la visió del mite vivent que en aquell moment la societat tenia de Santiago Rusiñol.
L’any 2007 l'Espai Brossa de Barcelona va representar-la de nou, sota la direcció de Francesc Nel·lo i amb les actrius Teresa Cunillé i Nausicaa Bonnín com a protagonistes.

## El jardí en la pintura de Santiago Rusiñol
Santiago Rusiñol va començar a pintar jardins després d’un viatge a Andalusia l’any 1896. Aquests quadres, que van projectar al pintor internacionalment, van sorprendre per la seva visió poètica del paisatge.
Els anys 1903 i 1914 Santiago Rusiñol va reunir en l’àlbum Jardins d’Espanya totes aquestes pintures i hi va expressar la seva teoria estètica sobre el jardí i el simbolisme del jardí abandonat, apropant pintura i literatura.
El jardí simbolista de Rusiñol era una veritable arquitectura verda perfectament estructurada a partir d’una composició geomètrica amb un únic punt de vista central. Tots els elements (els colors, la llum, els volums, les ombres) seguien un ordre i tot plegat feia que les pintures tinguessin un cert aspecte d’escenografia teatral.
Les paraules introductòries d’El jardí abandonat, en les quals l’autor indica les característiques escenogràfiques, podrien ser ben bé la descripció d’una de les pintures de jardins:
| «                                      | L'escena representa un jardí descuidat, un jardí clàssic, am plantes nobles, emmalaltides pel descuit, i conservant el segell distingit que no tenen els jardins improvisats; un jardí amb patina de vellesa, modelat pels besos del temps i impregnat de la tristesa que donen els arbres antics i les plantes arrelades. A un costat, una glorieta de xiprers retallats am simetria; al fons, una graderia de marbre pintada per la molça i amb les lloses esgrogueïdes; a la dreta, el palau, am figures esgrafiades mig destenyides per la pluja; desmais i xiprers al lluny; en primer terme, un sortidor d’aigües quietes i somortes. | » |
| — Santiago Rusiñol, El jardí abandonat | |   |

## Edicions
- 1900. L’Avenç (Barcelona).
- 2006. L’alegria que passa i El jardí abandonat. Proa (Barcelona).
- 2012. L’alegria que passa i El jardí abandonat. Educaula (Barcelona).